# Benjamin Scharweit
Benjamin Scharweit (...) è un ex giocatore di football americano tedesco, che ha giocato come kicker.
Ha giocato per i Berlin Adler fino al 2011, cvincendo due titoli nazionali e uno continentale.
Dopo la carriera da giocatore ha intrapreso la carriera accademica presso la Leuphana University Lüneburg.

## Palmarès
- Eurobowl (Berlin Adler: 2010)
- German Bowl (Berlin Adler: 2004, 2009)